# Labiodentální verberanta
Labiodentální verberanta je souhláska, známá především z jazyků Střední Afriky, například z jazyků kera, mono (zapisuje se jako vw) a mangbetu. Vyskytuje se také v austronéském jazyce sika. Na začátku hlásky je dolní ret pod horním a při švihu (verberanta) se jej dotkne. V IPA má od roku 2005 číslo 184 a je jí přiřazen symbol ⱱ, kombinující symboly písmene V a ɾ. Vzhledem k tomu, že je poměrně vzácně užívaná, užívají se pro ni i jiné značky. V SAMPA ani Kirshenbaumově transkripci nemá přiřazenou značku.

## Charakteristika
- Způsob artikulace: verberanta, tzv. švih. Vytváří se rychlým pohybem a krátkým dotykem artikulačních orgánů.
- Místo artikulace: retozubná souhláska (labiodentála). Úžina se vytváří mezi horními zuby, při artikulaci se dolní ret dotýká horních zubů.
- Znělost: Znělá souhláska – při artikulaci hlasivky vibrují.
- Středová souhláska – vzduch proudí převážně přes střed jazyka spíše než přes jeho boky (po uvolnění uzávěry).
- Pulmonická egresivní souhláska – vzduch je při artikulaci vytlačován z plic.